# Norpatchulenol
Norpatchoulenol es un tricíclico terpenoide encontrado en el extracto comercial de pachulí en pequeñas cantidades, y se cree que contribuye significativamente al aroma del aceite de pachulí.